# Тузланський кантон
Тузланський кантон (босн. Tuzlanski kanton, хорв. Tuzlanska županija, серб. Тузлански кантон) — третій із десятьох кантонів Федерації Боснії і Герцеговини, однієї з трьох автономних складових частин Боснії і Герцеговини. До 1999 року кантон називався Тузлансько-Подрінський. Центр в місті Тузла.

## Історія
Хорватам Боснії і Герцеговини Тузланський кантон відомий також під назвою Жупанія Солі (Солі — історична назва досить широкої області навколо Тузли, що належала середньовічній боснійській державі). Назва походить від назви міста Тузла. Від слова тур. tuz — сіль.
Кантон було утворено за Вашингтонською угодою 1994 року між місцевими хорватами та боснійцями.

## Географія
Кантон розташовано у північно-східній частині Боснії і Герцеговини, його адміністративним центром є місто Тузла. Кантон займає площу 2908 км² або 11,1% території Федерації Боснії і Герцеговини чи 5,7% території Боснії і Герцеговини відповідно. Складається з 12-х громад Бановичі, Градачац, Добой-Істок, Грачаниця, Живініце, Кладань, Калесія, Лукавац, Сана, Сребренік, Теочак та Челич, а також міста Тузла.

## Демографія
За оцінками з 1996 року в цьому кантоні проживало 611 500 осіб, з яких 35% переміщених осіб і біженців. Частка кантону в загальній чисельності населення Федерації Боснії і Герцеговини становить 26,2%. На території колишньої Тузланської області, за даними перепису 1991 року, мешкала 949 621 особа, з яких 525 427 були боснійцями (55,33%), 268 581 — сербами (28,28%), 83320 — хорватами (8,78%) і 72 293 жителів, які записалися в графу «інші» (7,61%). У 2002 році на території кантону після всіх демографічних зсувів, викликаних агресією, боснійці становили близько 90% населення. За оцінкою з 2009 р. кантон налічує близько 498 549 мешканців .